# The Del-Byzanteens
The Del-Byzanteens byla americká hudební skupina z New Yorku. Byla aktivní na počátku osmdesátých let a hrála no wave. Jejími členy byli Phil Kline (zpěv, kytara), Jim Jarmusch (zpěv, klávesy), Philippe Hagen (baskytara), Josh Braun (perkuse, bicí) a Dan Braun (bicí, perkuse). Několik textů pro skupinu napsal Luc Sante, zatímco James Nares s ní občas vystupoval jako perkusionista. Dalším občaským hostem byl John Lurie. V roce 1981 skupina vydala 12" EP s názvem Girl's Imagination, následujícího roku vyšla první LP deska Lies To Live By a rovněž 7" singl Draft Riot. V letech 1985 až 1986 skupina nahrála další dvě písně („The Last Time“ a „Fascination“), které však nebyly dokončeny a nikdy oficiálně nevyšly. Skupina odehrála řadu koncertů v newyorských klubech CBGB, Hurrah a Mudd Club. Dvě jejich písně byly použity ve filmu Stav věcí režiséra Wima Wenderse.